# Katholieke Kerk in de Centraal-Afrikaanse Republiek
De Katholieke Kerk in de Centraal-Afrikaanse Republiek is een onderdeel van de wereldwijde Rooms-Katholieke Kerk, onder het geestelijk leiderschap van de paus en de curie in Rome.
Er zijn bijna 900.000 katholieken in het land, wat zo'n kwart van de totale bevolking is. De kerkprovincie bestaat uit negen bisdommen, waaronder het aartsbisdom Bangui waarover de aartsbisschop van Bangui geestelijk leiderschap heeft. De aartsbisschop van Bangui staat als metropoliet aan het hoofd van de Centraal-Afrikaanse kerkprovincie. De metropolitane kathedraal van het aartsbisdom Bangui is de Cathédrale Notre-Dame.
Apostolisch nuntius voor de Centraal-Afrikaanse Republiek is sinds 5 januari 2023 aartsbisschop Giuseppe Laterza, die tevens nuntius is voor Tsjaad.
| Bisdom              | Bisdom                       | Bisschop              | Hulpbisschop(pen)                      | Zie ook                           |
| ------------------- | ---------------------------- | --------------------- | -------------------------------------- | --------------------------------- |
| Aartsbisdom Bangui  | Aartsbisdom Bangui           | Dieudonné Nzapalainga | -                                      | Lijst van bisschoppen van Bangui  |
|                     | Bisdom Alindao               | Peter Marzinkowski    | -                                      | Lijst van bisschoppen van Alindao |
| Bisdom Bambari      | Édouard Mathos               | -                     | Lijst van bisschoppen van Bambari      |                                   |
| Bisdom Bangassou    | Juan-José Aguirre Muñoz      | -                     | Lijst van bisschoppen van Bangassou    |                                   |
| Bisdom Berbérati    | Dennis Kofi Agbenyadzi       | -                     | Lijst van bisschoppen van Berbérati    |                                   |
| Bisdom Bossangoa    | Nestor-Désiré Nongo-Aziagbia | -                     | Lijst van bisschoppen van Bossangoa    |                                   |
| Bisdom Bouar        | Armando Umberto Gianni       | -                     | Lijst van bisschoppen van Bouar        |                                   |
| Bisdom Kaga-Bandoro | Albert Vanbuel               | -                     | Lijst van bisschoppen van Kaga-Bandoro |                                   |
| Bisdom Mbaïki       | Guerrino Perin               | -                     | Lijst van bisschoppen van Mbaïki       |                                   |

Ligging bisdommen binnen de Centraal-Afrikaanse Republiek
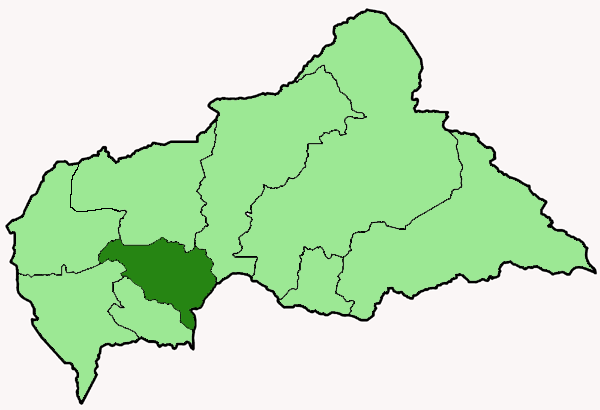
Aartsbisdom Bangui
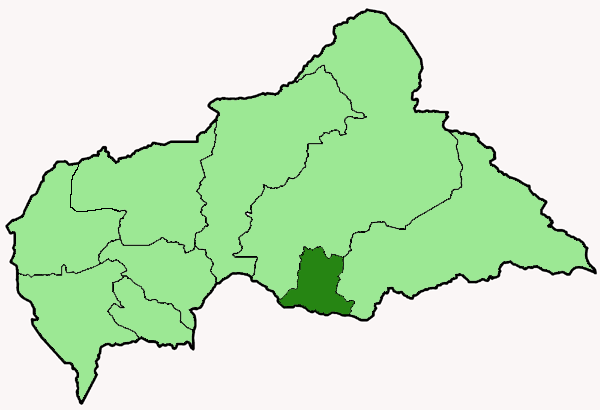
Bisdom Alindao
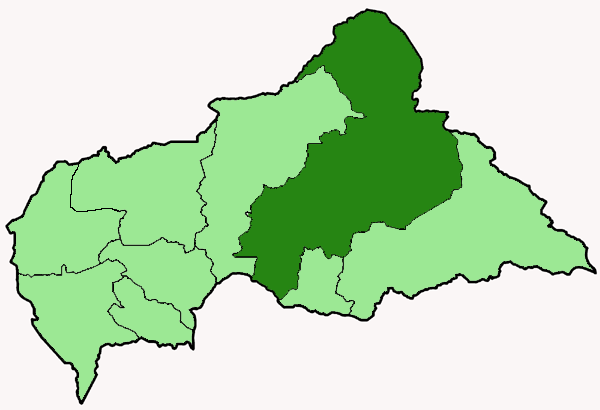
Bisdom Bambari
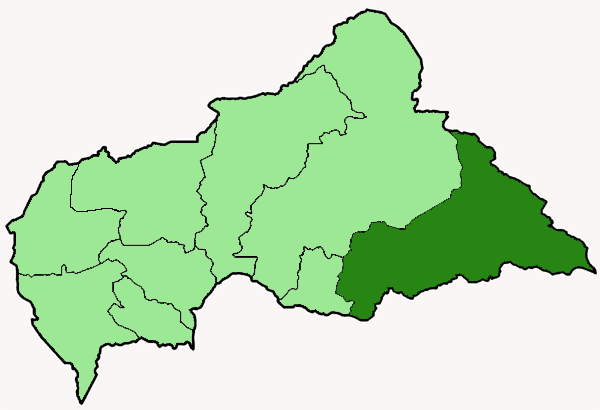
Bisdom Bangassou
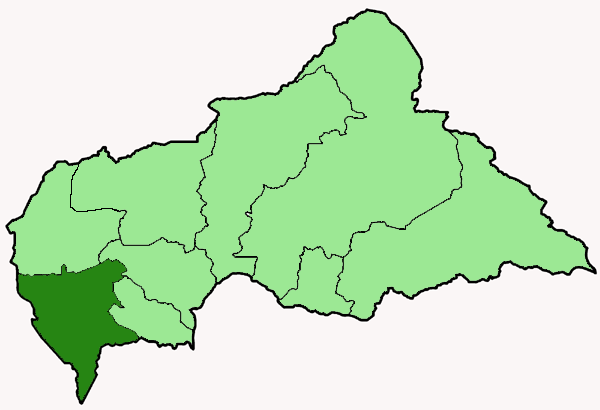
Bisdom Berbérati
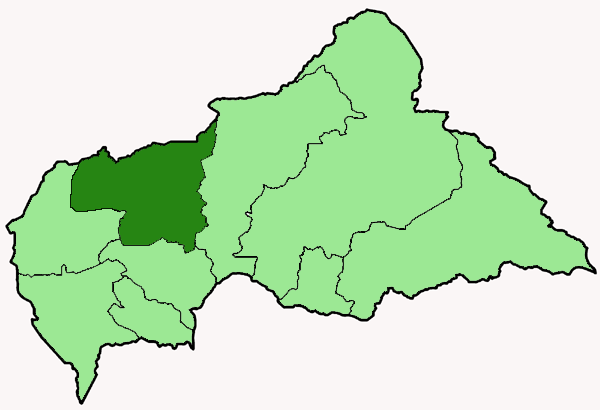
Bisdom Bossangoa
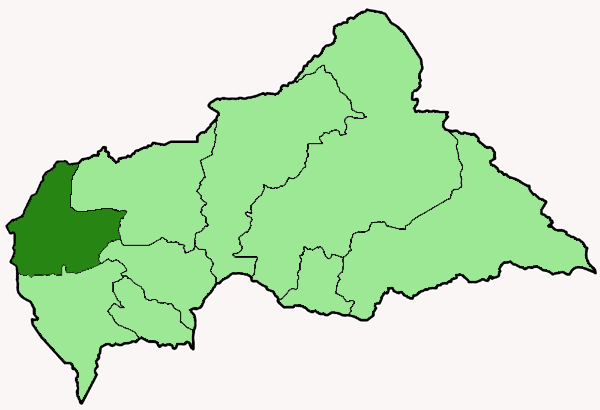
Bisdom Bouar
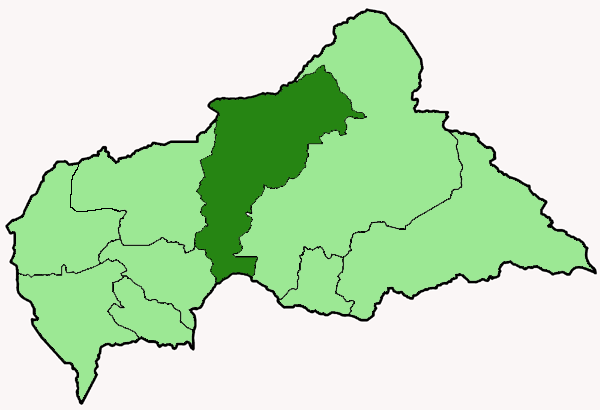
Bisdom Kaga-Bandoro
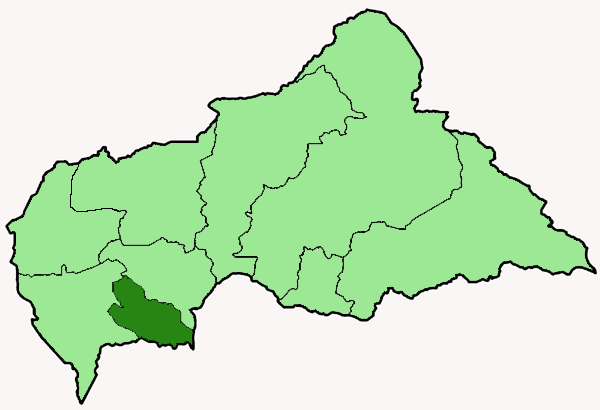
Bisdom Mbaïki